# Las Ventas, Mexiko
Las Ventas är en ort i Mexiko.   Den ligger i kommunen Zapotitlán och delstaten Puebla, i den sydöstra delen av landet, 210 km sydost om huvudstaden Mexico City. Las Ventas ligger 1 633 meter över havet och antalet invånare är 151.
Terrängen runt Las Ventas är huvudsakligen kuperad, men västerut är den bergig. Runt Las Ventas är det glesbefolkat, med 20 invånare per kvadratkilometer. Närmaste större samhälle är Tehuacán, 12,2 km norr om Las Ventas. Trakten runt Las Ventas består till största delen av jordbruksmark.